# Big Walter Horton
Big Walter Horton (ur. 6 kwietnia 1917 w Horn Lake, zm. 8 grudnia 1981 w Chicago), znany także jako Shakey Walter Horton – amerykański bluesman specjalizujący się w grze na harmonijce diatonicznej.

## Dyskografia
- The Soul of Blues Harmonica (Chess, 1964)
- Southern Comfort (Sire, 1969)
- Offer You Can't Refuse [1 Side] (Red Lightnin', 1972)
- Live at the El Mocambo (Red Lightnin', 1973)
- Big Walter Horton with Carey Bell (Alligator Records, 1973)
- With Hot Cottage (Stony Plain, 1974)
- Fine Cuts (Blind Pig, 1979)
- Little Boy Blue (JSP, 1980)
- The Deep Blues Harmonica (JSP, 1984)
- Walter Horton (Black Magic, 1986)
- Can't Keep Lovin' You (Blind Pig, 1989)
- Horton (Blind Pig, 1990)
- Ann Arbor Blues & Jazz Festival, Vol. 4 (Schoolkids, 1996)
- They Call Me Big Walter (Blues Alliance, 1996)
- Walter "Shakey" Horton Live (Pacific Blues, 1999)
- Live at the Knickerbocker (JSP, 2001)
- Bocce Boogie: Live 1978 (Topcat Records, 2008)